# Alastair Cook
Alastair Nathan Cook, né le 25 décembre 1984 à Gloucester, est un joueur de cricket international, batteur gaucher spécialiste de l'ouverture. Il est le capitaine de l'équipe d'Angleterre de cricket dans les formats Test et ODI et joue pour l'Essex County Cricket Club. Il a été nommé ICC Test Player of the Year et créé membre de l'Ordre de l'Empire britannique (MBE) en 2011. Il a également été désigné Wisden Cricketer of the Year en 2012.

## Biographie
Né à Gloucester, Cook commence le cricket dans le club de Maldon (Essex). Après avoir chanté pendant cinq ans dans le chœur de la cathédrale Saint-Paul de Londres, il obtient une bourse pour Bedford School, un internat privé. À l'âge de 14 ans, il est invité à compléter l'effectif du Marylebone Cricket Club qui vient jouer contre son école : pour sa première participation dans une équipe A, il marque plus de 100 courses.
Après avoir obtenu ses A-levels, il est sélectionné par l'Essex CCC à la fin de la saison 2003 et joue son premier match contre le Nottinghamshire en septembre. Ses bons résultats lors de sa première saison lui valent d'être recruté par le MCC pour le match d'ouverture de la saison 2005 contre le Warwickshire : il joue un rôle décisif dans la victoire du MCC en marquant un century (série de plus de cent courses) dans la première manche et 97 courses dans la seconde.
Parallèlement, Cook est recruté en 2003 par l'équipe d'Angleterre des moins de 19 ans pour sa tournée en Afrique du Sud. L'année suivante, il en devient le capitaine à la suite de Samit Patel pour la Coupe du monde des moins de 19 ans dans les Indes occidentales. Après avoir réussi un sans-faute en phase de poules, il échoue en demi-finale contre le pays hôte.
Intégré dans l'académie nationale de l'England and Wales Cricket Board, il est appelé en urgence au sein de l'équipe d'Angleterre en tournée en Inde à la suite des forfaits de Michael Vaughan et Marcus Trescothick : il joue son premier test-match en mars 2006, à l'âge de 21 ans, et devient le seizième Anglais à marquer un century pour son premier test-match. Il est sélectionné lors des Ashes 2006-2007 et remplace Trescothick, de nouveau forfait, à l'ouverture. Malgré la lourde défaite anglaise, Cook se fait remarquer pour son jeu défensif, son calme et sa détermination.
En 2007, Cook est sélectionné pour la tournée en Angleterre des Indes occidentales. À la suite du premier test-match au Lord's Cricket Ground, il est nommé homme du match pour la première fois. Il fait également ses débuts dans le format Twenty20, avec un résultat assez médiocre. La même année, il est sélectionné pour la tournée de l'Inde en Angleterre. Lors du deuxième Test à Trent Bridge, il devient le plus jeune joueur anglais à atteindre 1 500 courses. Cook prend ensuite part à la tournée de l'Angleterre au Sri Lanka, puis en Nouvelle-Zélande. Malgré de bonnes performances comme joueur de champ, il est critiqué pour une moyenne à la batte jugée insuffisante.
En 2009, Cook prend part à ses deuxièmes Ashes, cette fois en Angleterre. Après un premier test-match très médiocre à Cardiff, il réussit un partenariat de 196 courses avec son capitaine Andrew Strauss, ouvrant la voie à la première victoire anglaise contre l'Australie au Lord's depuis 1934. Lors du troisième test-match à Birmingham, Cook est sorti sans avoir marqué de course. Ses scores sont très moyens lors du quatrième test-match à Headingley, et le cinquième n'est sauvé pour lui que par ses résultats de joueur de champ.
Cook revient au format Twenty20 lors de la tournée en Afrique du Sud en 2009-2010. Il est nommé capitaine à la suite de la blessure de Paul Collingwood, mais le match sous son égide est une défaite. Malgré d'autres résultats moyens, il est nommé capitaine pour les formats Test et en ODI, en remplacement d'Andrew Strauss mis au repos, pour la tournée de l'Angleterre au Bangladesh. Il mène son équipe à la victoire dans les deux formats, marquant deux centuries dans chaque test-match et réussissant des scores personnels respectables en ODI.

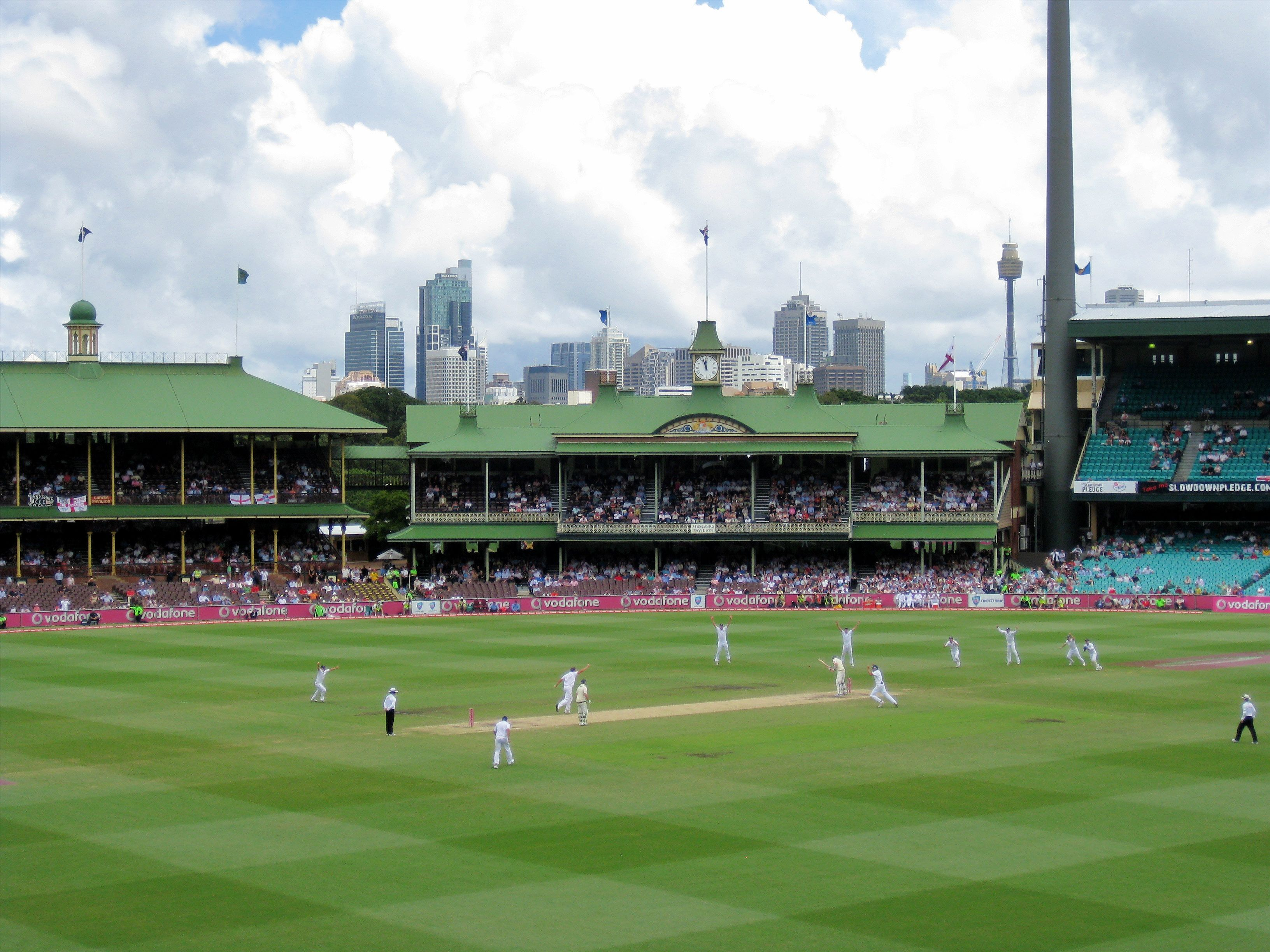
Cook et ses camarades célèbrent la victoire dans le 5e et dernier test-match des Ashes au Sydney Cricket Ground, 7 janvier 2011

Malgré des inquiétudes sur sa forme lors de la tournée retour du Bangladesh, Cook est sélectionné pour ses troisièmes Ashes en 2010-2011 et réalise d'excellentes performantes. Lors du premier test-match au Gabba, il parvient à un partenariat record de 329 courses avec Jonathan Trott lors de la deuxième manche, et marque personnellement 235 courses tout en protégeant son guichet tout le long du match. Il marque également un century dans le deuxième et le cinquième test-match. Il reste à la batte plus de 36 heures sur les cinq matchs, durée record pour une série de ce format. Ces performances lui valent d'obtenir le titre d'homme de la série et d'être créé membre de l'Ordre de l'Empire britannique dans la liste des honneurs de l'anniversaire de la reine.
Cook est nommé capitaine de l'équipe d'ODI à l'occasion de la tournée du Sri Lanka en Angleterre, à la suite de la démission d'Andrew Strauss. L'Angleterre remporte la série 3-2 et Cook est nommé homme de la série. À l'été 2012, il est également nommé capitaine de l'équipe dans le format Test, à l'occasion du déplacement de l'Angleterre en Inde. Lors du premier test-match à Ahmedabad, l'Angleterre s'effondre pendant sa première manche ; seuls les efforts de Cook et de Matt Prior dans la deuxième manche permettent de réduire l'ampleur de la défaite. Cook marque une deuxième série de plus de cent courses lors du deuxième test-match à Mumbai, victoire que les commentateurs saluent comme l'une des plus belles de l'Angleterre à l'extérieur. Lors du troisième test-match à Kolkata, Cook réalise son cinquième century en cinq test-matchs comme capitaine et le 23e de sa carrière. Il devient ainsi le recordman anglais du nombre de centuries et le plus jeune batteur à atteindre 7 000 courses.